# 高雄市武德殿
高雄市武德殿，位於臺灣高雄市鼓山區哈瑪星，1924年落成，為臺灣的武德殿等級最高的州廳級，今列高雄市定古蹟與作劍道館活化。

## 建物

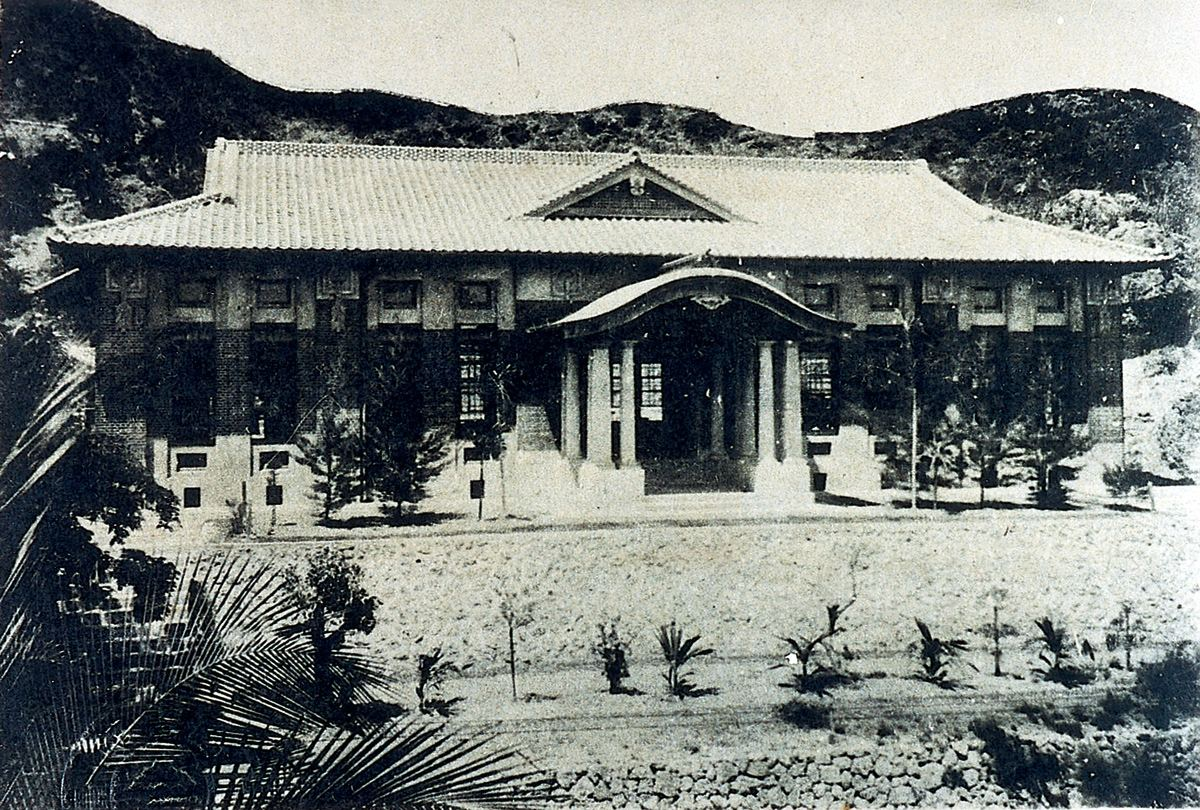
振武館舊照

從哈瑪星漁人碼頭往壽山一望，便能見半山腰登山街上的高雄市武德殿。台階為硓𥑮石，為二十餘階的梯道。戶外是木棧地板，樣如清水寺清水舞台。在建立之初就在殿前種植榕樹，如今樹冠幾乎覆蓋了武德殿的歇山式屋頂。建物周遭空曠，前可鳥瞰哈瑪星，場域氛圍崇高靜逸。
武德殿外觀紅白兩色的外牆有仿羅馬式的塔司干柱，上中下分別由高壓水泥瓦、臺灣煉瓦磚和洗石子混凝土修飾構造而成和洋折衷式。屋頂坡頂為入母屋造，前採軒唐破風。正前立面以六隻牆柱分割成五開間，並以清水磚砌作承重磚牆。柱面上的箭、靶形浮雕隱喻傳統武藝活動，亦有破魔矢祈福意義。
正門棚廊下的西洋柱列，分為方柱、圓柱。入口懸掛日本神社常見的注連繩，以作避邪和象徵神聖。入殿先見到外側方柱，暗示未修習武術前的稜角。內部為大敞間，近百坪之大，並鋪以檜木地板，頂上架鋼製芬克式桁架。在使用上，東邊為劍道區，西邊為柔道區。出殿時見到的裡側圓柱，象徵鍛鍊後心性圓融。
武德殿旁本有一株從漁人碼頭就可望到的巨大鳳凰樹，但如今主幹在蘇迪勒颱風時斷裂。其殿前的榕樹後在2024年10月3日因山陀兒颱風重創而倒伏，次日由屏科大森林系教授陳建璋研判需移除。

## 歷史

### 建立

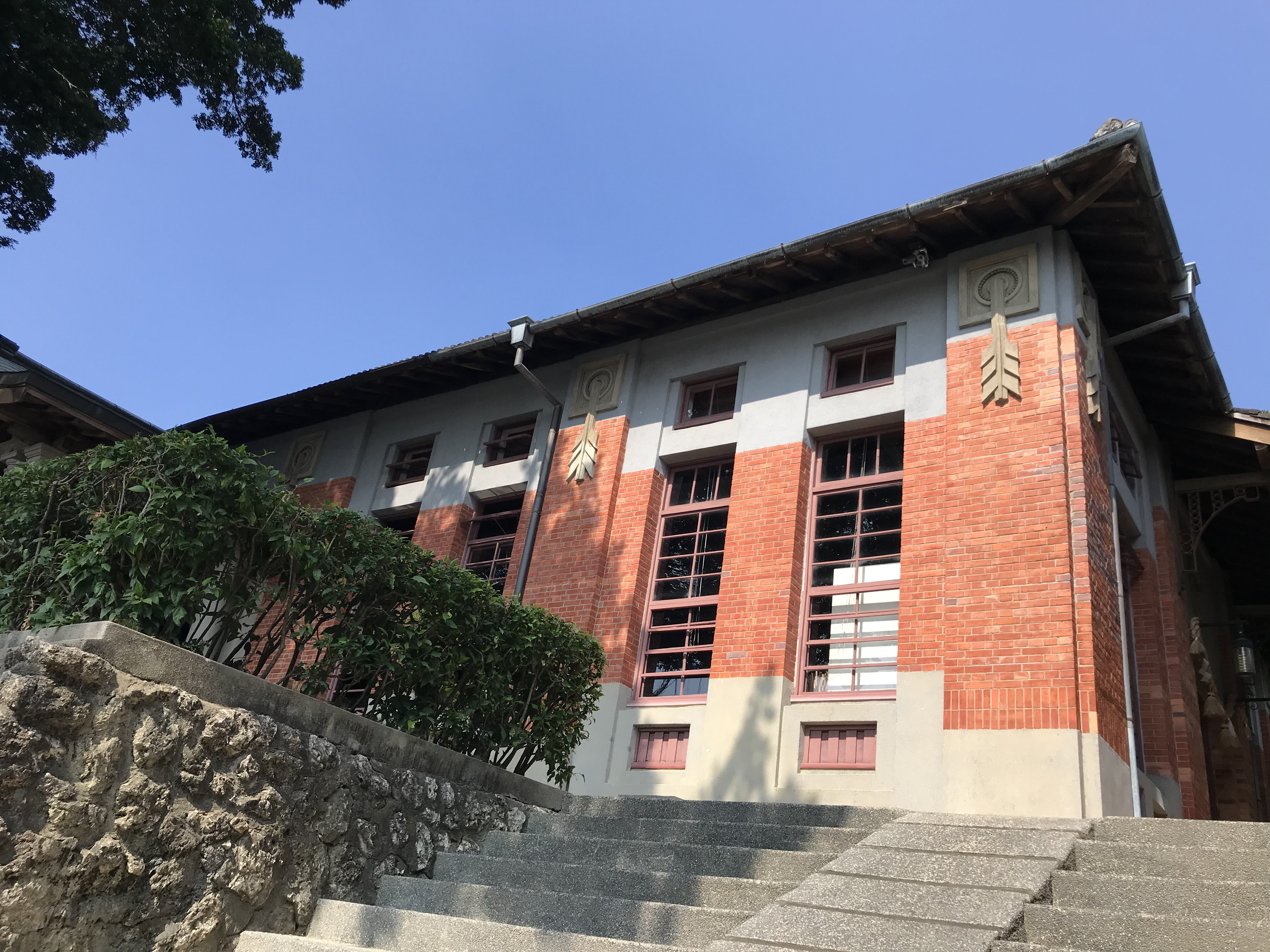
梯階與壁飾

高雄武德殿所在的湊町早期是一片淺灘及魚塭。1908年，日本政府為擴大高雄港，在壽山南側填起海埔新生地，陸續將高雄市役所、警察署、學校設置於此，因此設置武德殿可為公務人員、警察、學生的武道修練場館。
高雄武德殿於1924年7月19日落成，是臺灣所有現存武德殿中行政層級最高且建立最早，隸屬台灣總督府高雄州警務部武德會支部。原名「振武館」，含有振興武德意涵。

### 修繕
戰後初期，高雄武德殿原作鼓山國小教室使用，後作教職員宿舍。隨著殿前的大榕樹生長，樹根盤據侵入建物基礎層，造成基礎沉陷、磚牆有局部剝離。1997年12月20日，內政部評定高雄市武德殿、打狗英國領事館及官邸、旗津國小為三級古蹟。至2000年，高雄市武德殿內部已無人居住，但無預算整修，仍然髒亂不堪。
2003年9月10日，高雄市政府文化局局長管碧玲表示已爭取追加新台幣預算一千五百多萬元作修復。文化局委託託漢光建築師事務所進行調查研究，由建築師曾國恩負責修復，於2003年10月發包動工修復。原先計畫移除阻擋正面景觀的老榕樹，但楊甘陵在該年11月25日判斷搬運困難，且移植後存活率也不高，遂留下。2004年12月19日，由文化局代局長葉景雯主持竣工，市長謝長廷揭「武德殿」匾。
2008年6月7日，在國立中山大學逸仙館舉行第十四屆建築園冶獎，高雄市武德殿獲頒公共景觀類。

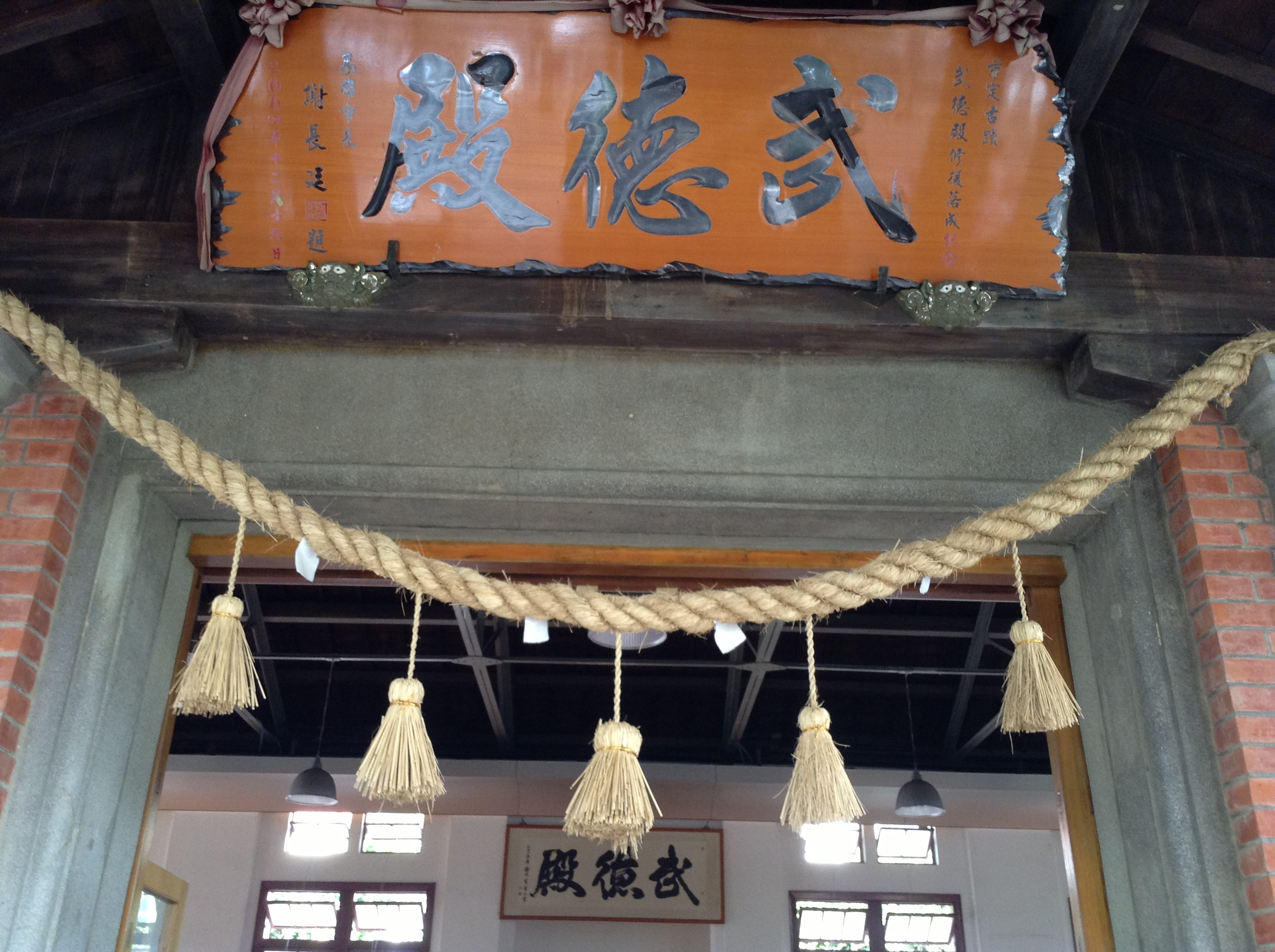
注連繩與牌匾

### 活化
自2005年3月15日開始，高雄市武德殿以每星期二至星期日開放民眾參觀。6月13日，文化局託付給社團法人高雄市劍道文化促進會經營。因內部開設劍道課程，成為全臺灣第一座以原始功能再利用的古蹟。
面向武德殿的右側原為高雄海關員工訓練中心網球場、左側為其藍球場，土地合計約3000平方公尺。葉景雯在代局長任內，多次與高雄關稅局協調希望撥用旁邊用地，以形塑完整武德殿文化園區，卻不得要領。經立委趙天麟協同市議員簡煥宗、李喬如協調，2022年2月9日由行政院核准同意撥用兩側土地。